# Piazza Venezia
Pour les articles homonymes, voir Piazza et Venise (homonymie).
La Piazza Venezia (en français : place Venise) est une place du centre historique de Rome en Italie (classé au Patrimoine mondial de l'UNESCO) et dominée en particulier par le monument à Victor-Emmanuel II (XXe siècle).

## Histoire
La Piazza Venezia est une des places importantes de la Rome antique, à l'intersection des Porte Fontinale et Via Flaminia. Le futur pape Paul II y fait construire le palais de Venise au XVe siècle (résidence papale, puis siège un temps de l'ambassade de la république de Venise au Saint-Siège, qui donne son nom à la place). 

Athenæum et monument à Victor-Emmanuel II
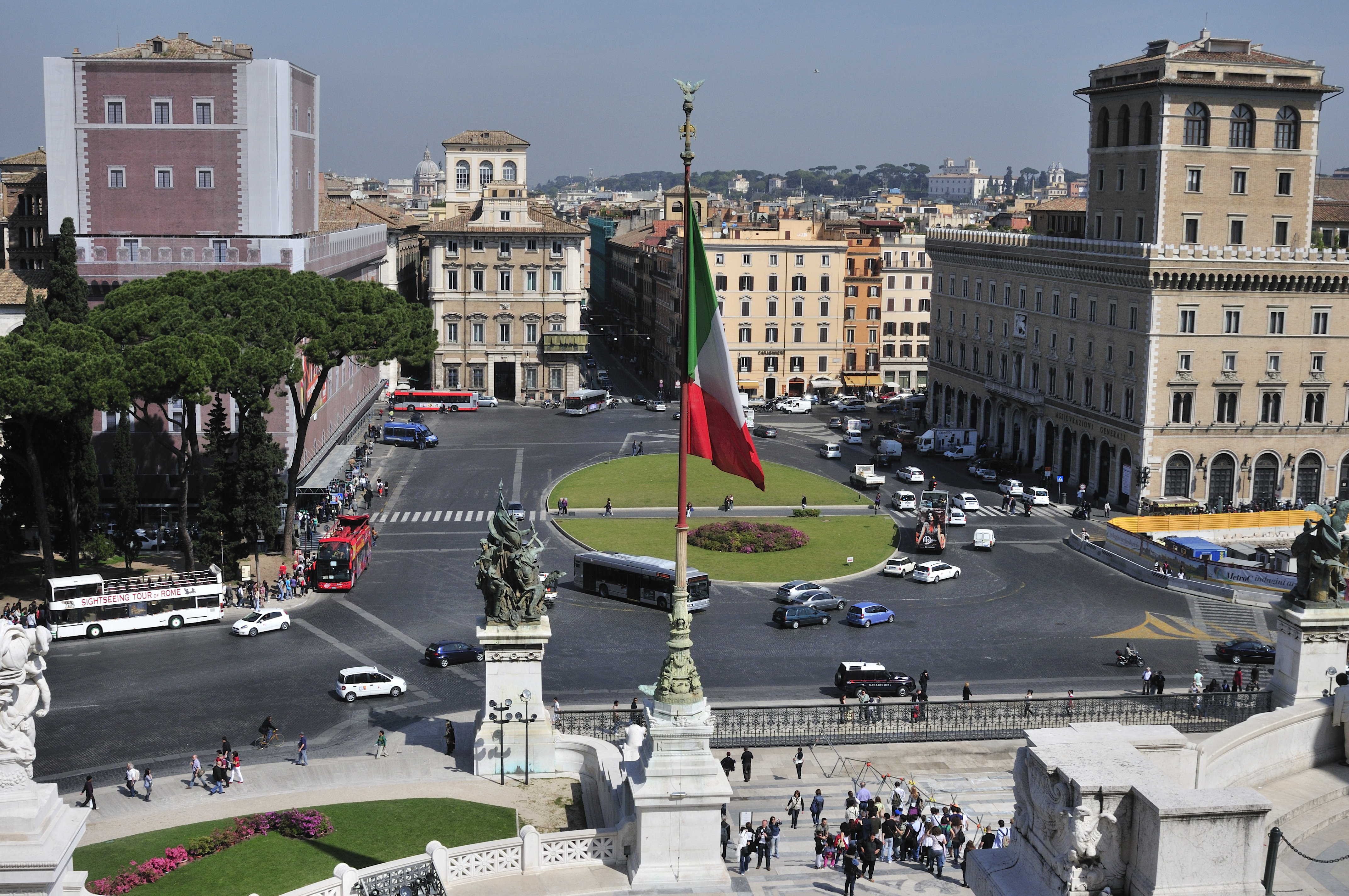
Vue depuis le Monument à Victor-Emmanuel II

L’architecte italien Giuseppe Sacconi transforme cette place dans sa forme architecturale actuelle à la fin du XIXe siècle, avec la construction du monument à Victor-Emmanuel II (Palais de La Patrie du roi d'Italie Victor-Emmanuel II « père de la patrie » de l'Italie unifiée du XXe siècle), puis du palais des Assurances générales, en symétrie avec le palais de Venise.

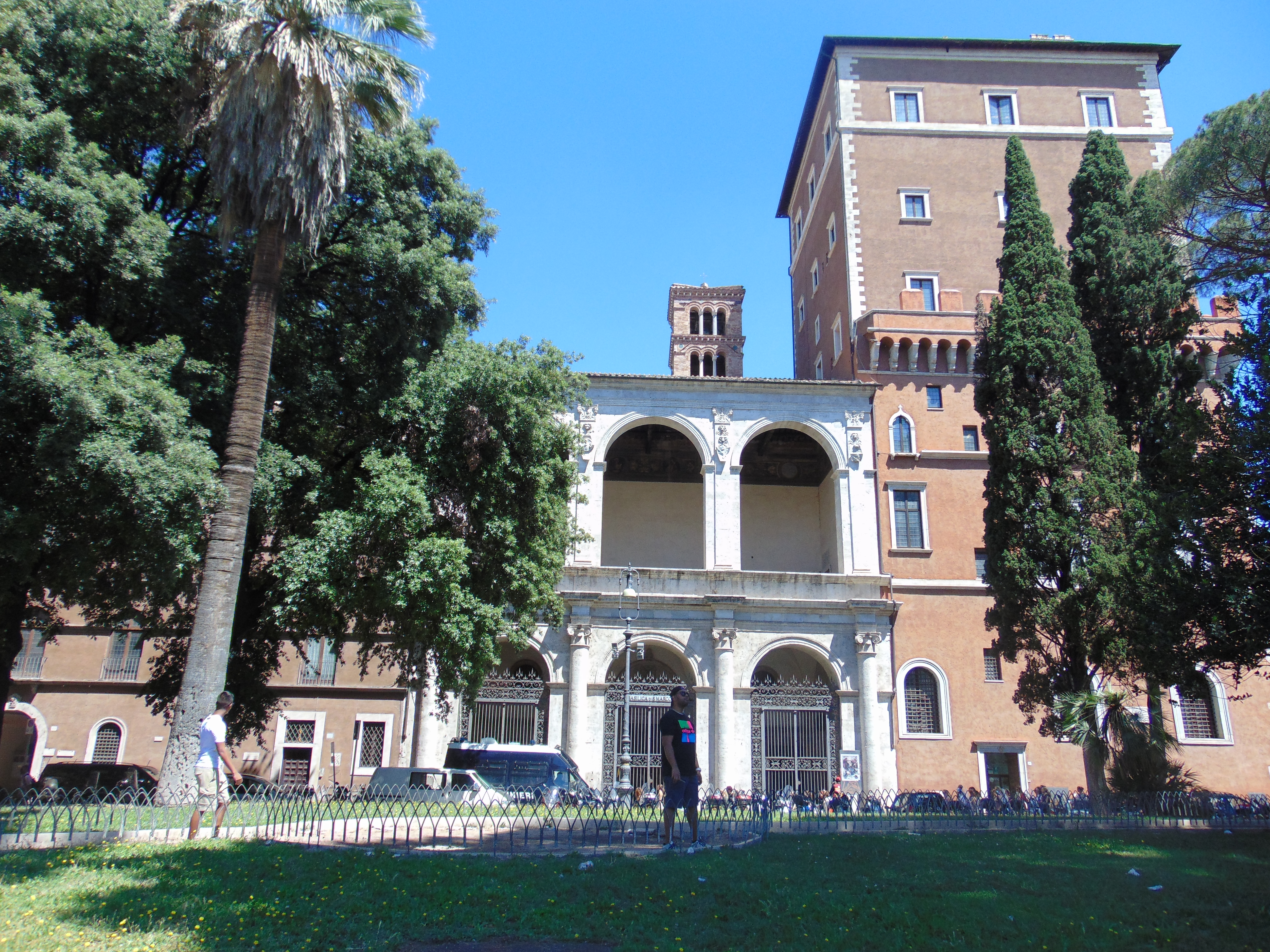
Basilique San Marco
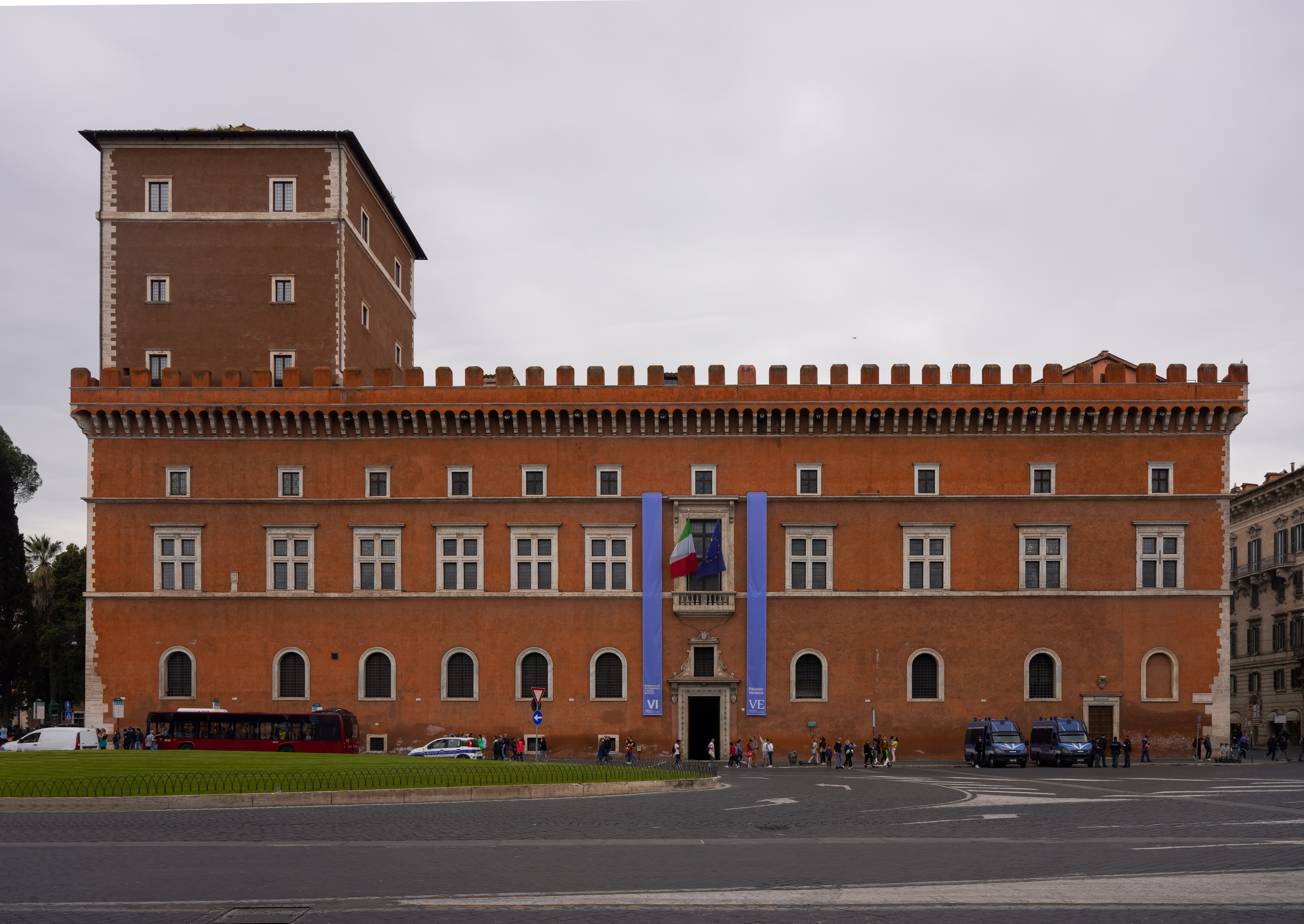
Palais de Venise
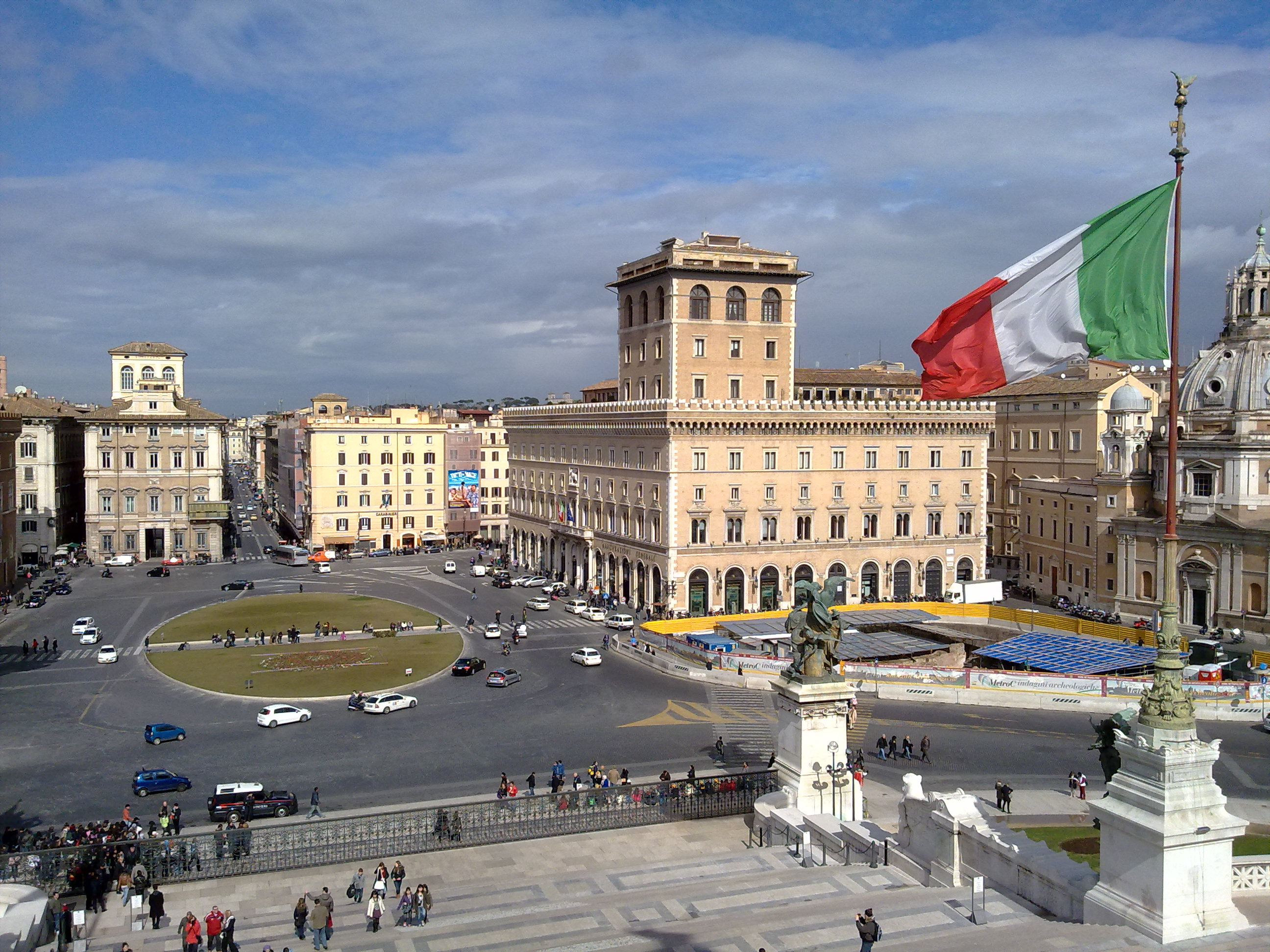
Palais des Assurances générales

Cette place est un important nœud de circulation routière du centre de la capitale, rond-point d'où partent entre autres quatre grandes avenues romaines : Via del Corso (vers le quartier commerçant du centre), Via dei Fori Imperiali, Via Quattro Novembre, et Via del Teatro Marcello (it), ainsi que des nombreuses lignes de bus de Rome, métro de Rome (Fori Imperiali), et tramway de Rome...

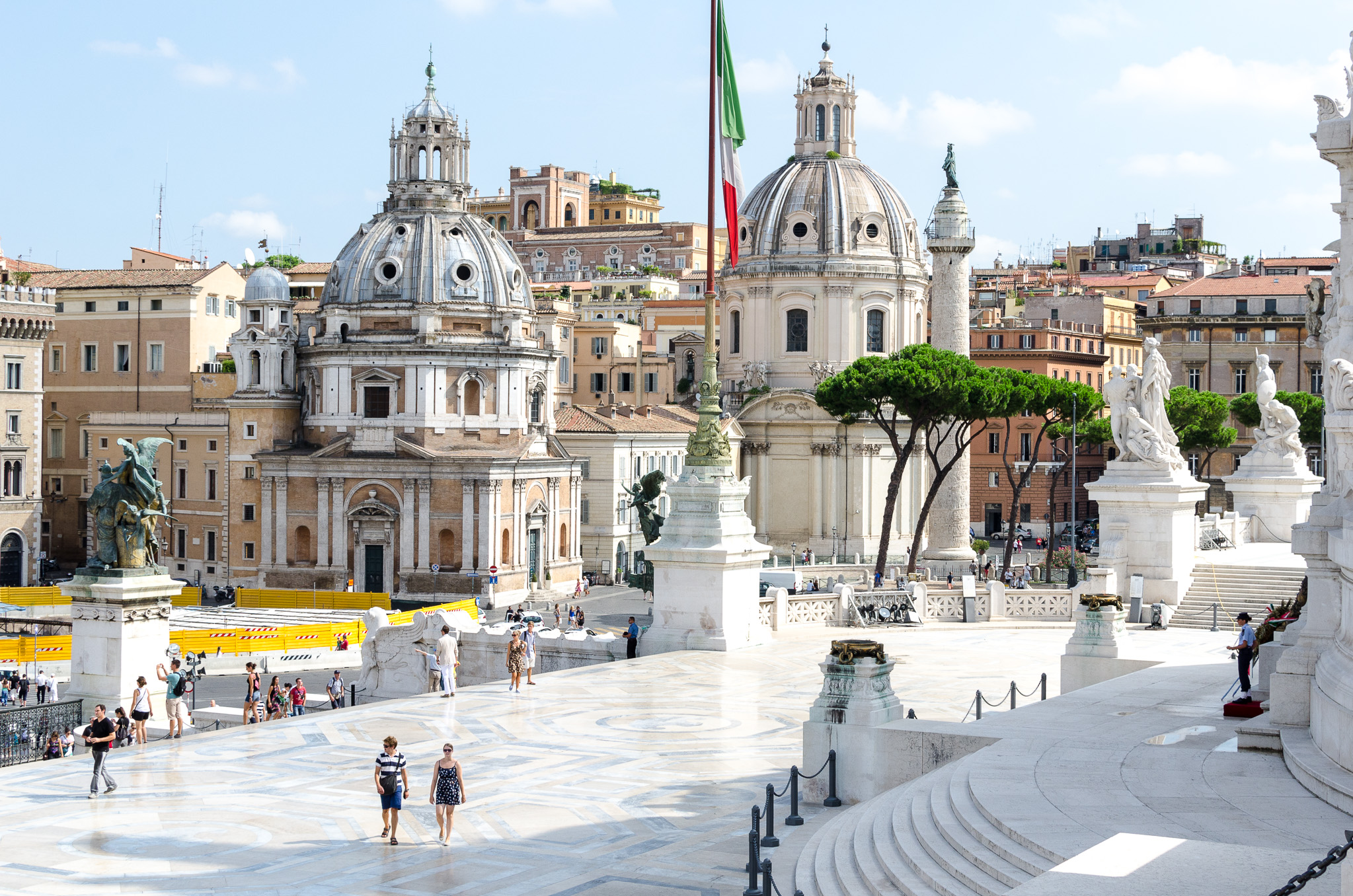
Église Santa Maria di Loreto de Rome, église Santissimo Nome di Maria al Foro Traiano, et colonne Trajane
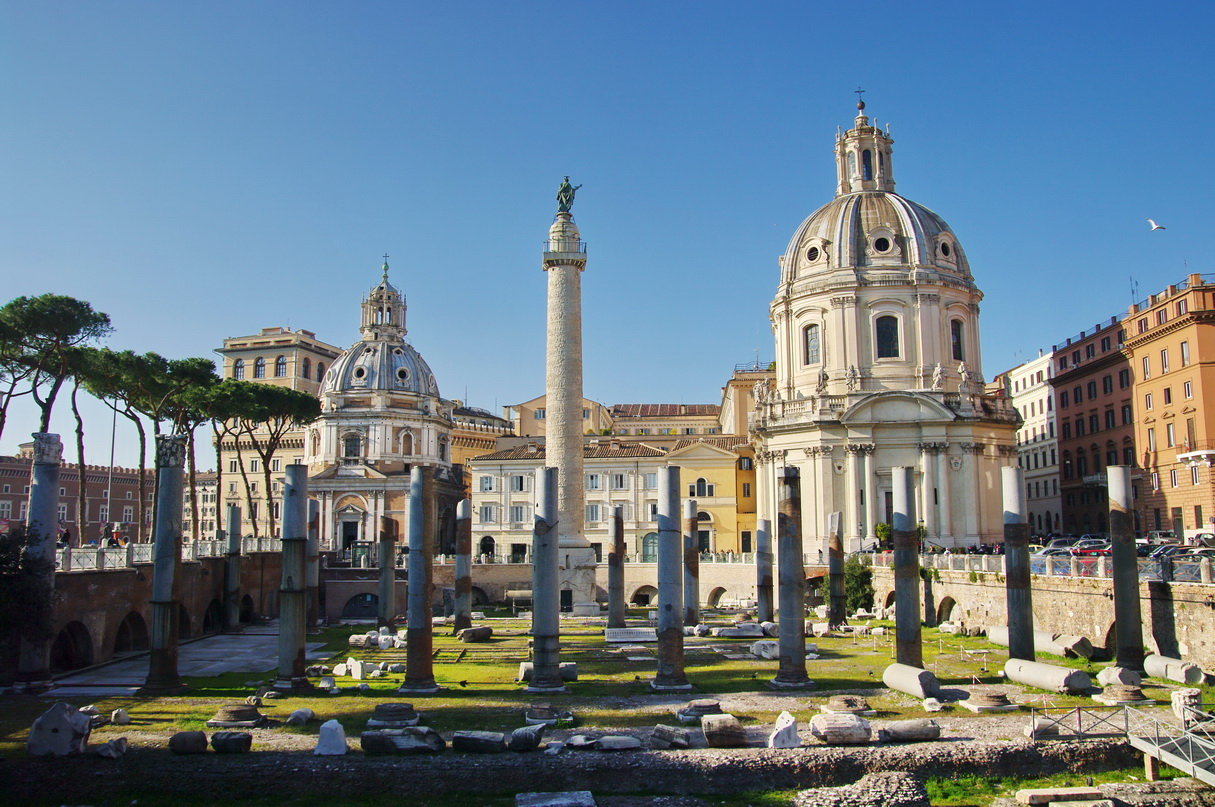
Athenæum, forum de Trajan, église Santa Maria di Loreto de Rome, et colonne Trajane
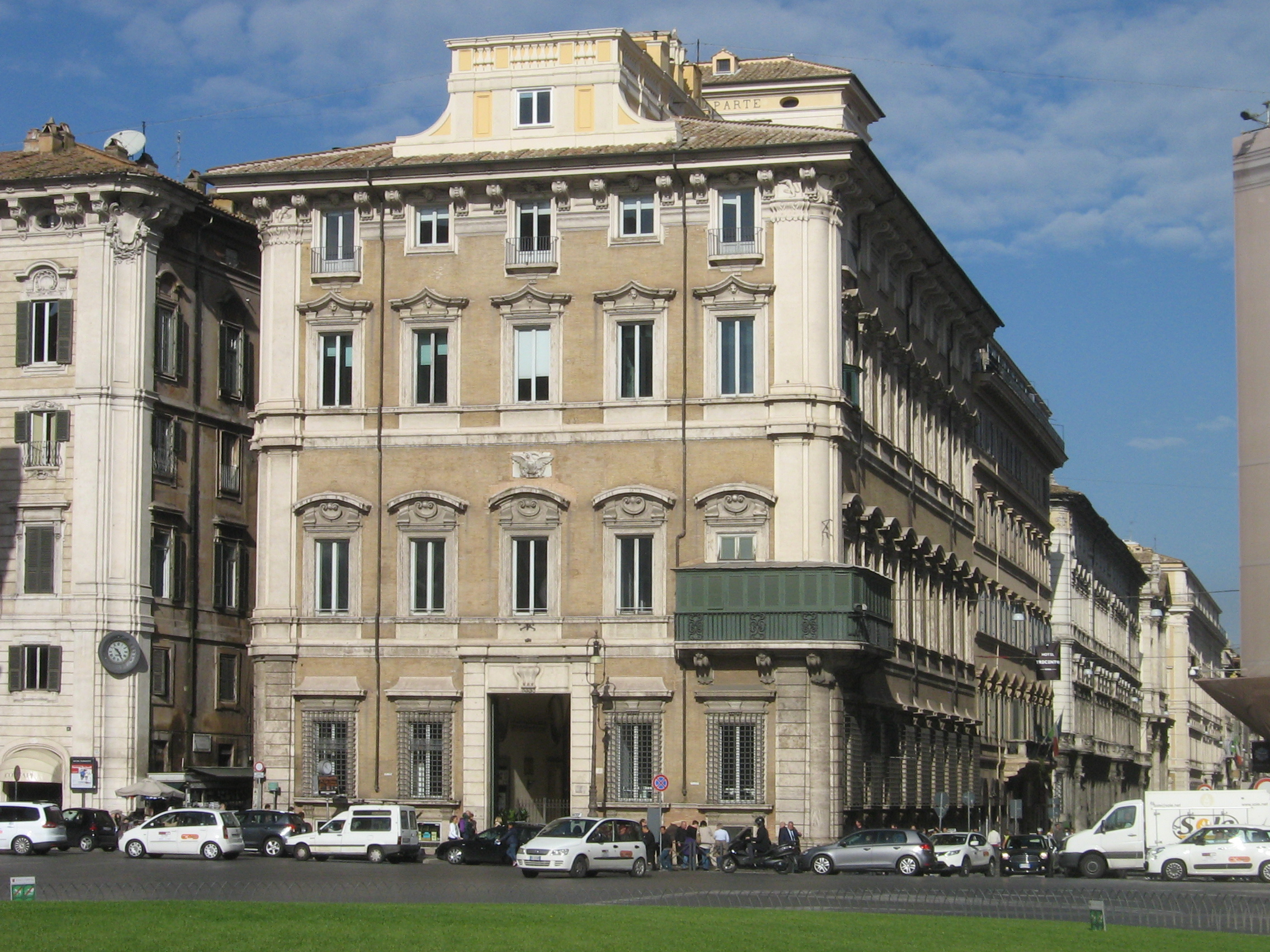
Palais Bonaparte
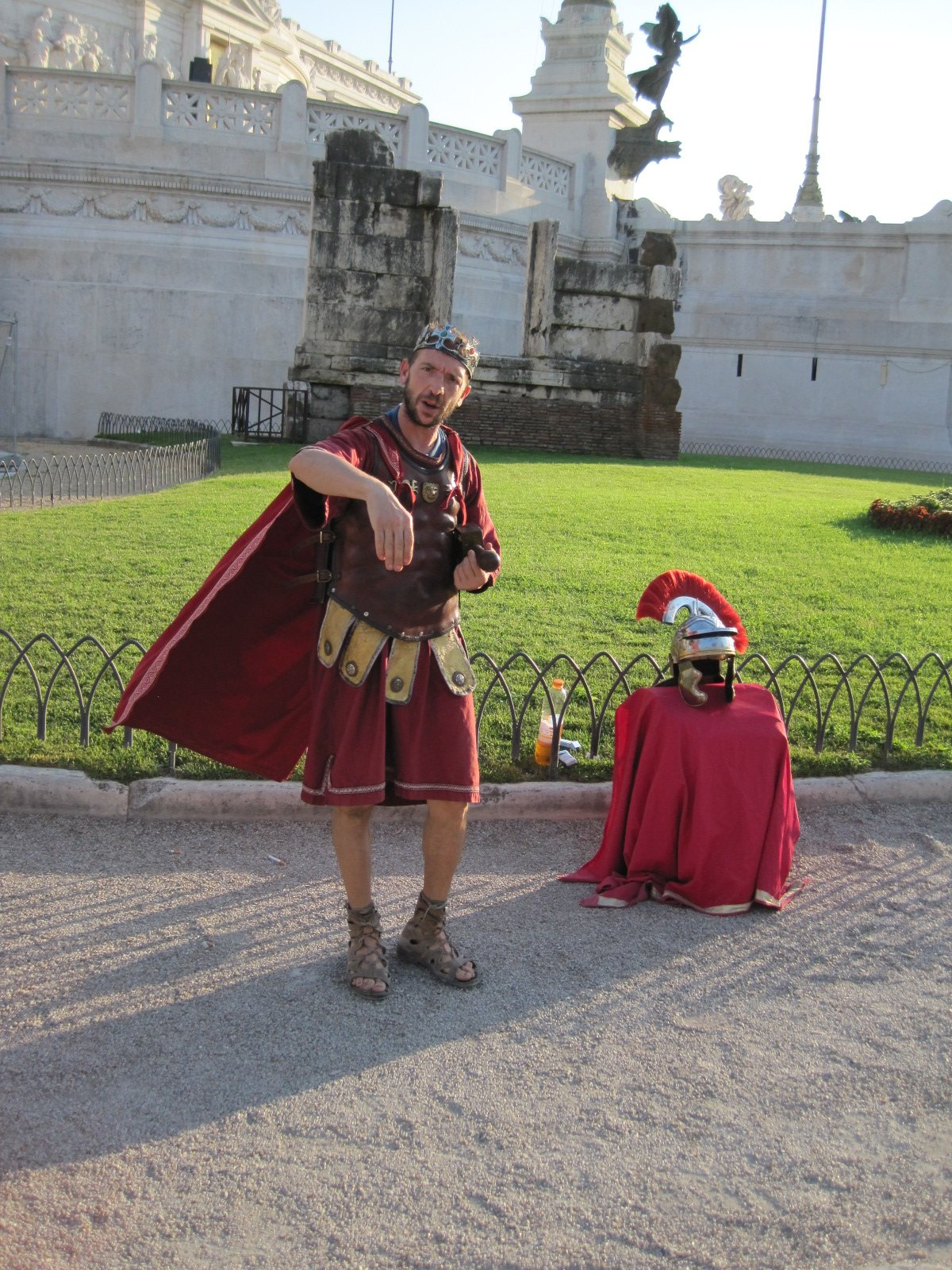
Légion romaine

## Principaux monuments de la place

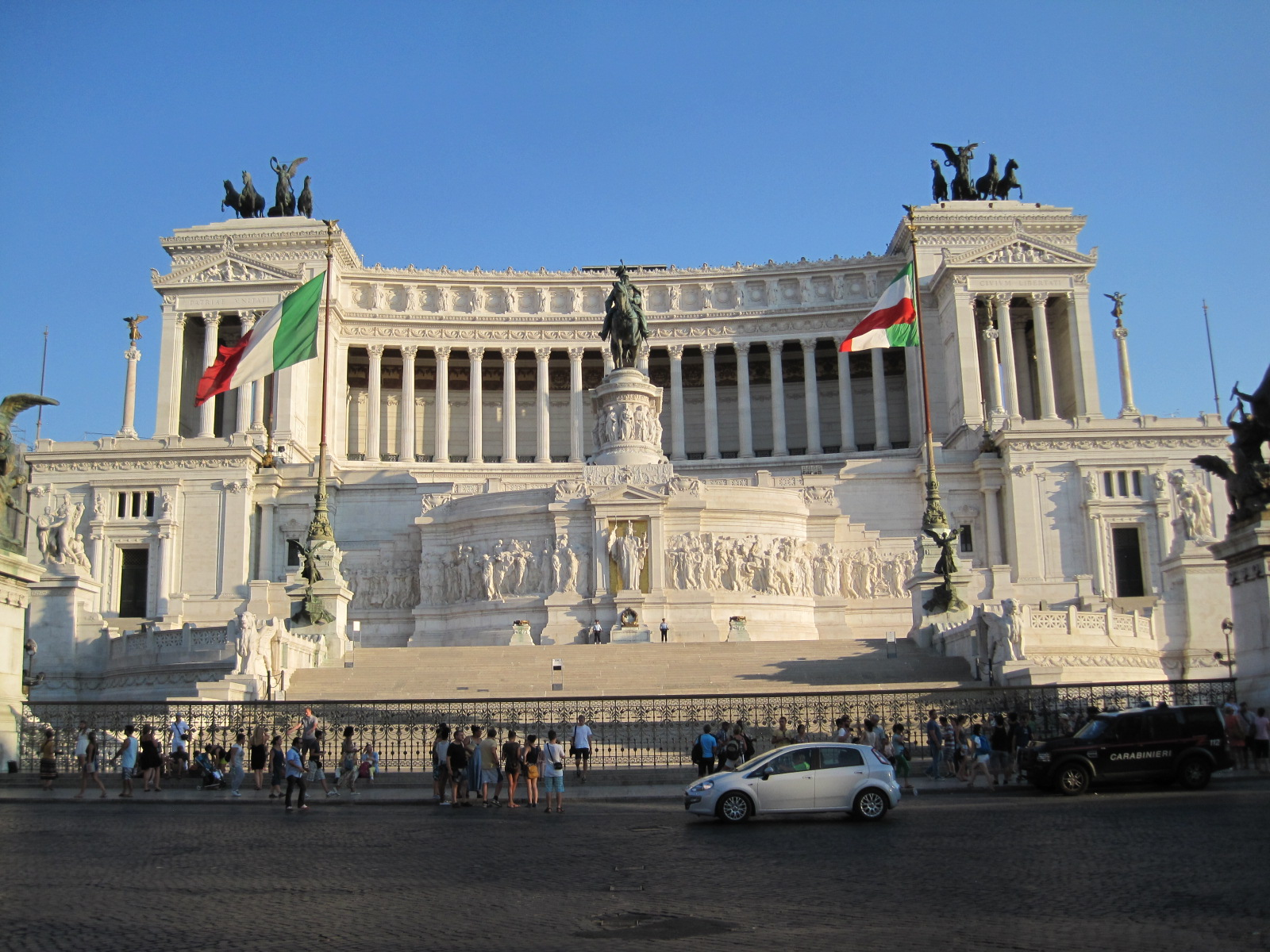
Statue équestre de Victor-Emmanuel II (roi d'Italie « père de la patrie » de l'Italie unifiée du XXe siècle), monument à Victor-Emmanuel II, et tombe du Soldat inconnu.

- Monument à Victor-Emmanuel II (XXe siècle, néo-classique, au pied du Capitole), musées et tombe du Soldat inconnu.
- Athenæum (Rome antique), forum de Trajan et colonne Trajane (IIe siècle).
- Palais de Venise (XVe siècle, Renaissance, musée national du Palais de Venise).
- Église Santa Maria di Loreto, et Santissimo Nome di Maria (XVIe siècle et XVIIIe siècle, Renaissance-baroque).
- Palais Bonaparte (XVIIe siècle, Renaissance) où vécut Letizia Bonaparte, mère de l’empereur Napoléon Ier.
- Palazzo Doria-Pamphili (it) (XVIIIe siècle, Renaissance, galerie Doria-Pamphilj).
- Basilique San Marco Evangelista al Campidoglio (XVIIIe siècle, Renaissance-baroque).
- Palais des Assurances générales (XXe siècle, néo-Renaissance).
- Palazzetto Venezia (XXe siècle, néo-Renaissance).

## Au cinéma
- 1953 : Vacances romaines de William Wyler
- 2009 : Vincere de Marco Bellocchio
- 2012 : To Rome with Love de Woody Allen